# Emajõgi
De Emajõgi is de langste rivier van Estland.
De Emajõgi heeft haar oorsprong in het Pühajärvmeer en stroomt aanvankelijk naar het Võrtsmeer. Daarvandaan doorkruist ze de provincie Tartumaa om uiteindelijk in het Peipusmeer uit te monden. Daarbij passeert ze de stad Tartu.
De naam Emajõgi betekent Moederrivier. Het 100 km lange traject vanaf het Võrtsmeer wordt de Grote Emajõgi (Suur Emajõgi) genoemd en het 83 km lange gedeelte tot aan het Võrtsmeer de Kleine Emajõgi (Väike Emajõgi).

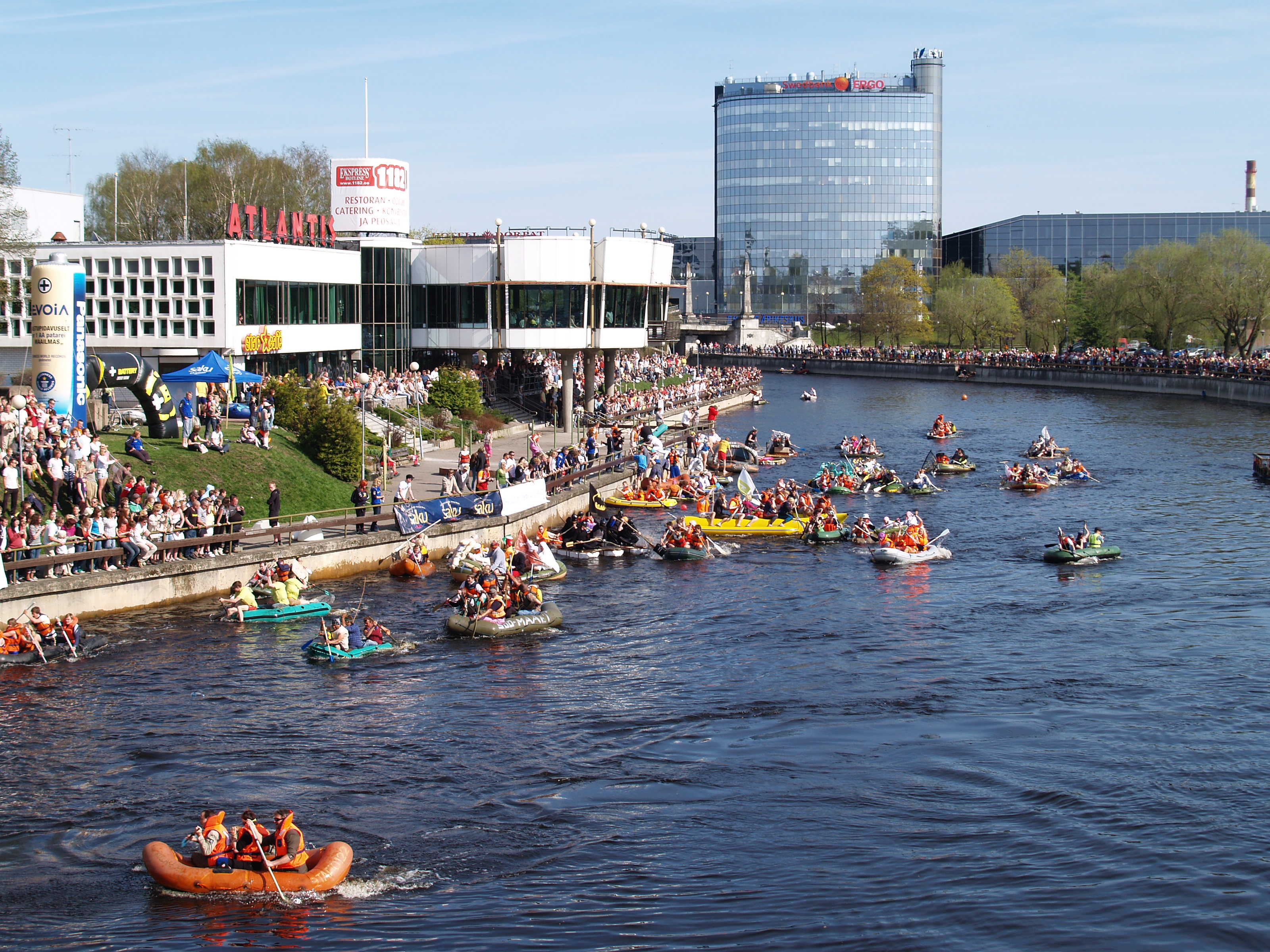
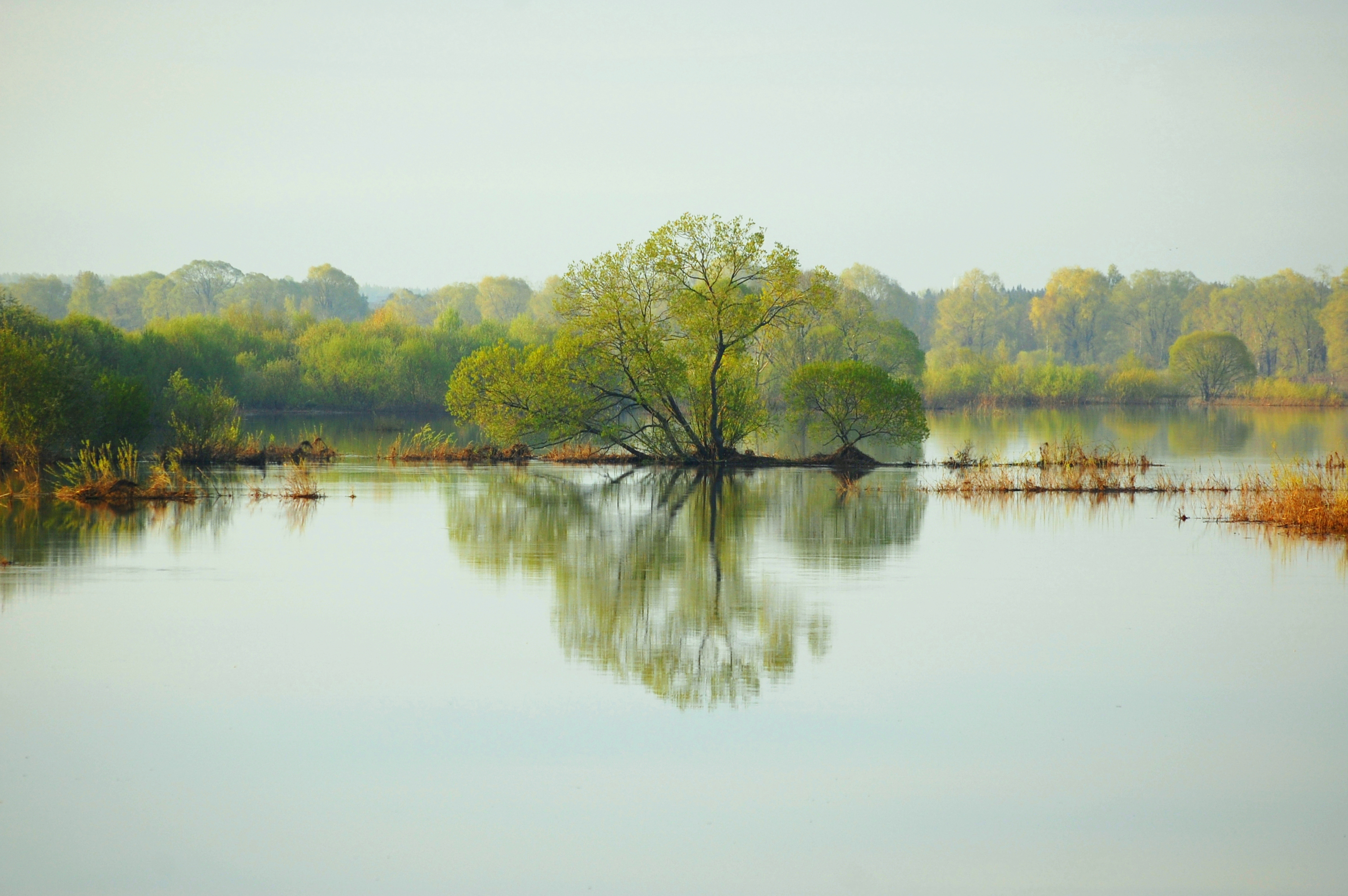
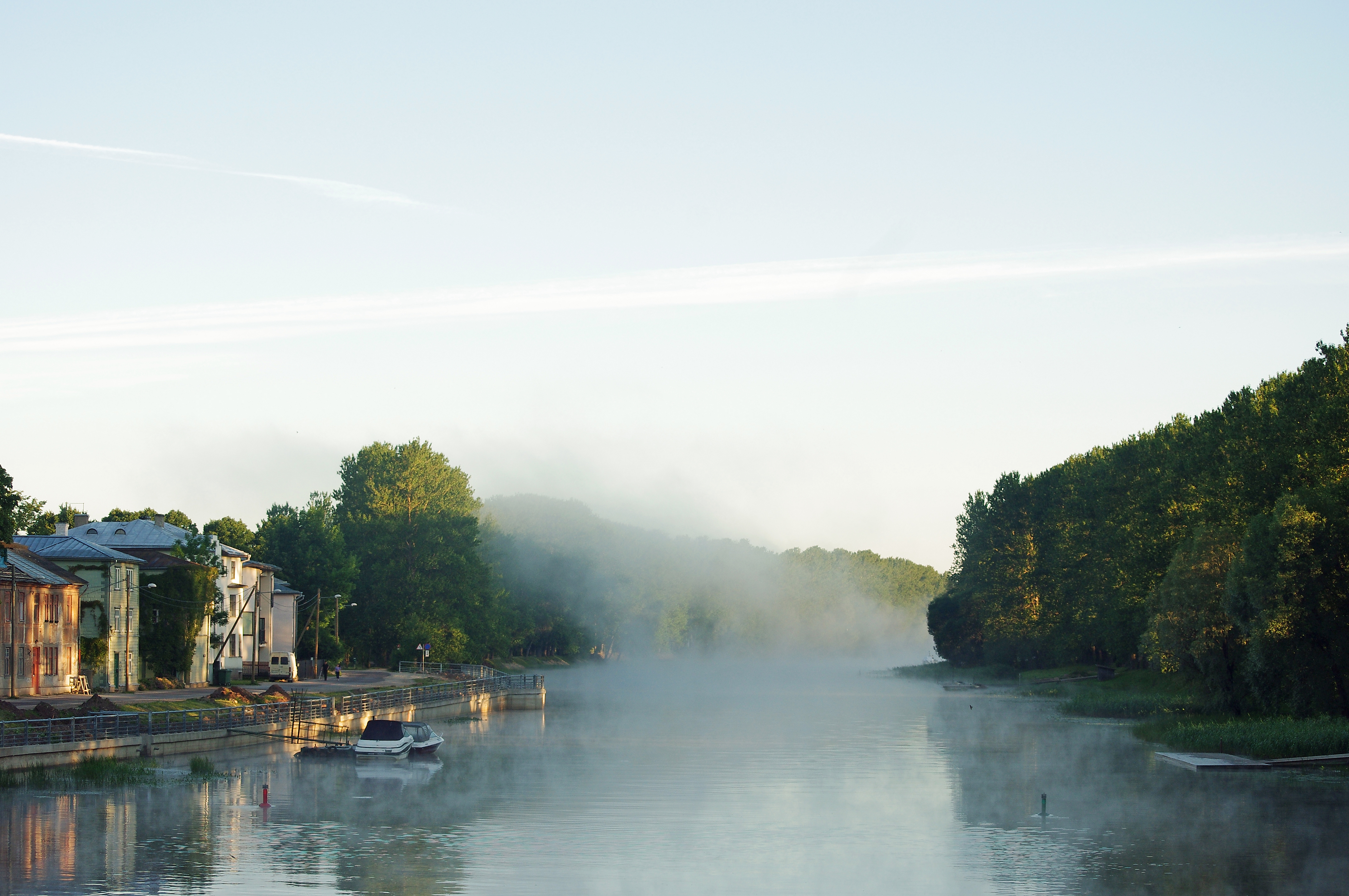
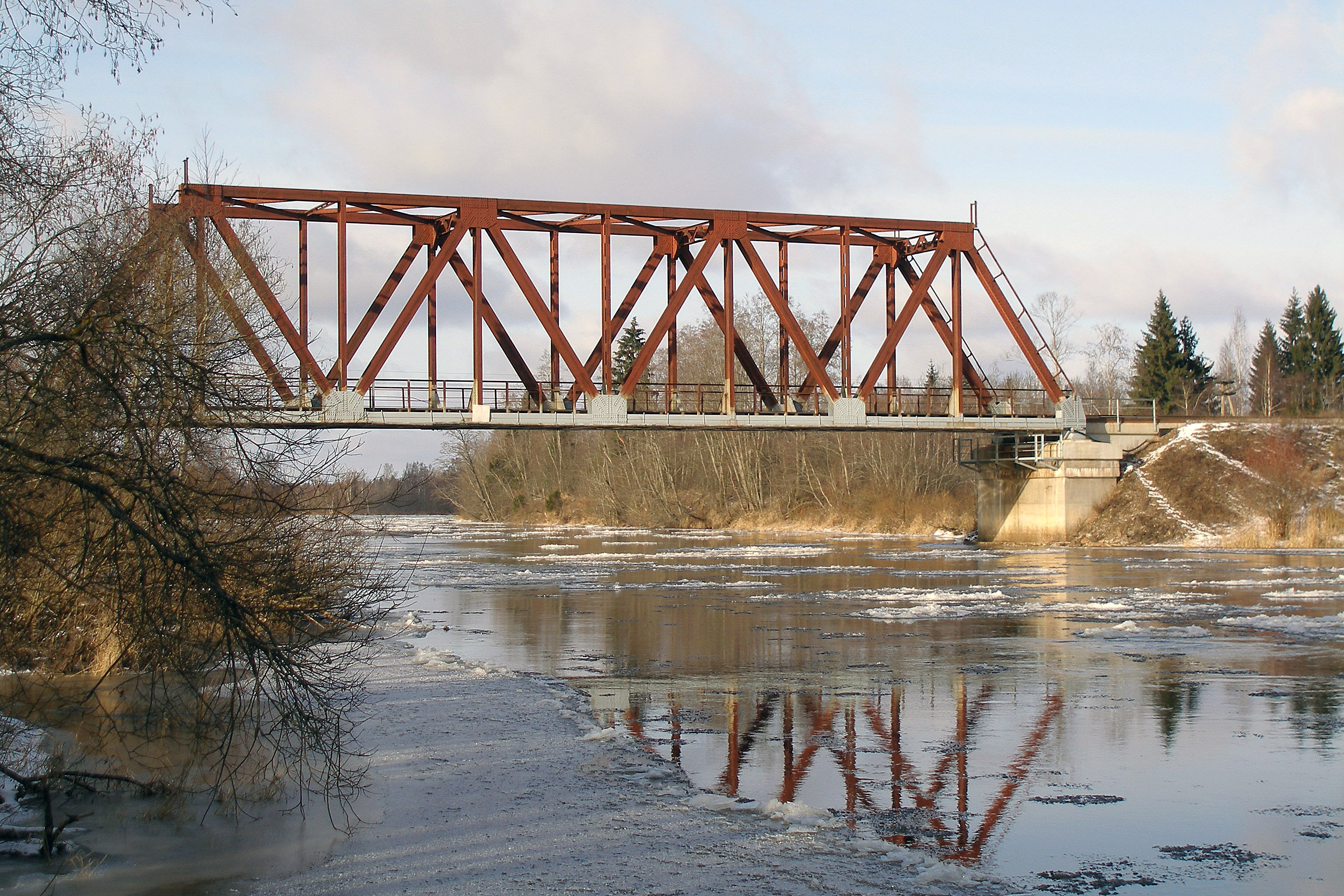
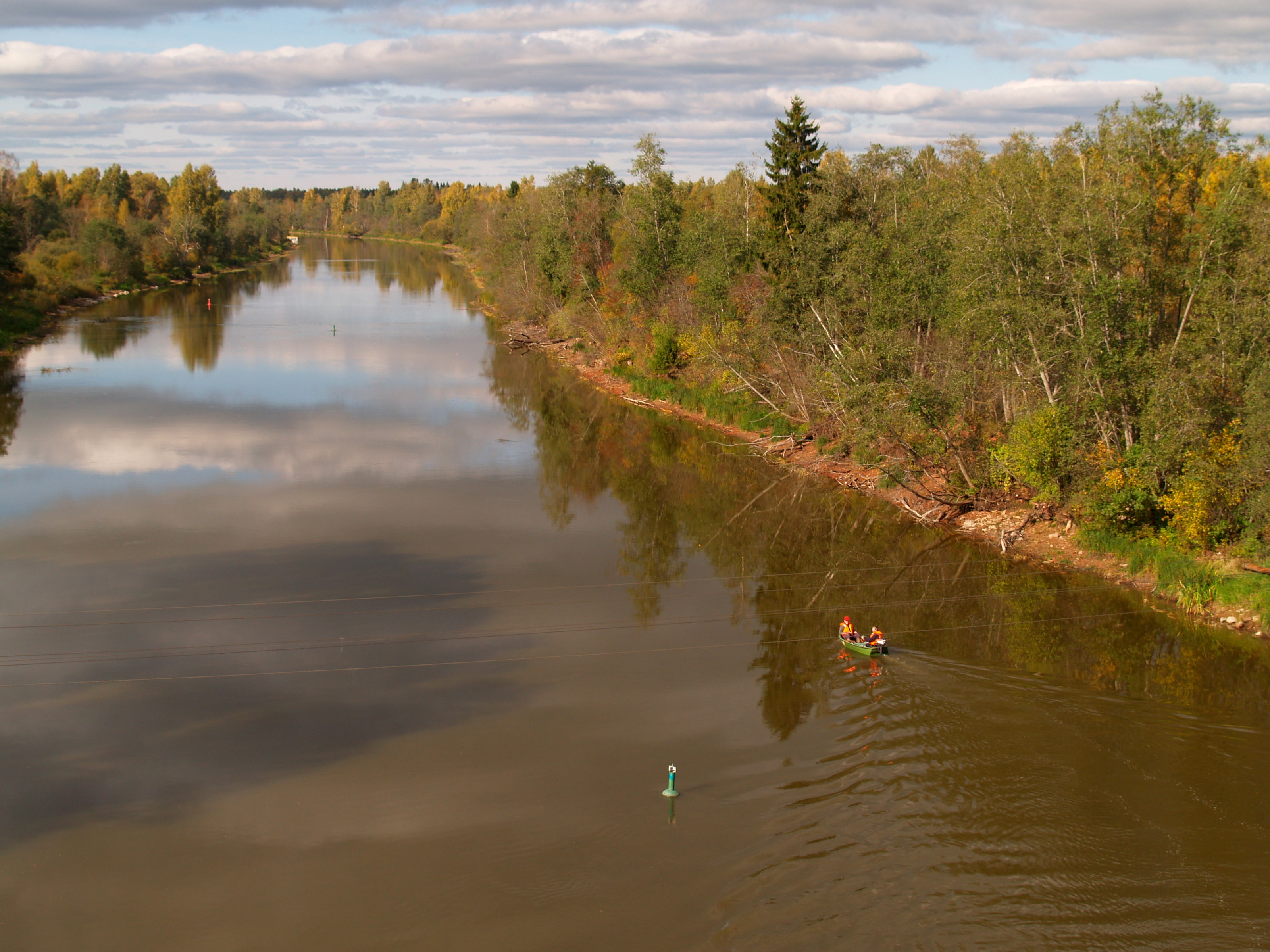

- Virtual International Authority File: 245903172